# (2440) Educatio
(2440) Educatio – planetoida z grupy pasa głównego asteroid okrążająca Słońce w ciągu 3 lat i 110 dni w średniej odległości 2,22 au. Została odkryta 7 listopada 1978 roku w Obserwatorium Palomar przez Eleanor Helin i Schelte Busa. Nazwa planetoidy po łacinie oznacza edukację. Przed nadaniem nazwy planetoida nosiła oznaczenie tymczasowe (2440) 1978 VQ4.